# Doreen Amata
Eyawomano Doreen Amata (Lagos, 6 maggio 1988) è un'altista nigeriana, vincitrice di due ori ai Giochi panafricani.

## Record nazionali

### Seniores
- Salto in alto: 1,95 m ( Abuja, 3 luglio 2008 -  Eberstadt, 16 luglio 2011 -  Taegu, 1º settembre 2011 -  Atlanta, 29 maggio 2016)
- Salto in alto indoor: 1,93 m ( Banská Bystrica, 4 febbraio 2016 -  Hustopeče, 13 febbraio 2016)

## Palmarès
| Anno | Manifestazione          | Sede           | Evento        | Risultato | Prestazione | Note                                     |
| ---- | ----------------------- | -------------- | ------------- | --------- | ----------- | ---------------------------------------- |
| 2007 | Giochi panafricani      | Algeri         | Salto in alto | Oro       | 1,89 m      |                                          |
| 2008 | Campionati africani     | Addis Abeba    | Salto in alto | Finale    | nm          |                                          |
| 2008 | Giochi olimpici         | Pechino        | Salto in alto | 16ª (q)   | 1,89 m      |                                          |
| 2009 | Mondiali                | Berlino        | Salto in alto | 25ª (q)   | 1,85 m      |                                          |
| 2011 | Mondiali                | Taegu          | Salto in alto | 7ª        | 1,93 m      |                                          |
| 2011 | Giochi panafricani      | Maputo         | Salto in alto | Oro       | 1,80 m      |                                          |
| 2012 | Campionati africani     | Porto-Novo     | Salto in alto | 4ª        | 1,75 m      |                                          |
| 2012 | Giochi olimpici         | Londra         | Salto in alto | 17ª (q)   | 1,90 m      | Miglior prestazione personale stagionale |
| 2015 | Mondiali                | Pechino        | Salto in alto | 12ª       | 1,88 m      |                                          |
| 2015 | Giochi panafricani      | Brazzaville    | Salto in alto | Argento   | 1,85 m      |                                          |
| 2016 | Mondiali indoor         | Portland       | Salto in alto | 9ª        | 1,89 m      |                                          |
| 2016 | Campionati africani     | Durban         | Salto in alto | Argento   | 1,82 m      |                                          |
| 2016 | Giochi olimpici         | Rio de Janeiro | Salto in alto | 27ª (q)   | 1,89 m      |                                          |
| 2018 | Giochi del Commonwealth | Gold Coast     | Salto in alto | 10ª       | 1,80 m      |                                          |
| 2019 | Giochi panafricani      | Rabat          | Salto in alto | 5ª        | 1,78 m      |                                          |